# Rastmoment
Rastmoment oder Polfühligkeit (englisch cogging torque) bezeichnet eine Eigenschaft elektrischer Maschinen mit Permanentmagneten im Ständer und genutetem Anker aus Elektroblechen oder umgekehrt einem genuteten Stator und einen Anker mit Dauermagneten; in Maschinen, die sowohl im Ständer als auch im Anker genutet sind, treten im Betrieb ebenfalls Rastmomente auf.
Durch die Änderung des Luftspalts beim Wechsel von Ankerzahn auf Ankernut gegenüber den Permanentmagneten variiert der magnetische Widerstand und damit die Kraft auf den Anker.
Der Effekt ist in den meisten elektrischen Maschinen unerwünscht, wird aber in Reluktanzmotoren bzw. Schrittmotoren gezielt ausgenutzt.
Rastmomente führen zu schwankenden Drehmomenten (unruhiger Lauf, insbesondere bei kleinen Drehzahlen). Der Rotor bleibt nach dem Abschalten der Maschine nur in bestimmten Stellungen stehen.
Motoren mit eisenlosem Anker oder eisenlosem Statorwickel haben keine Rastmomente. 